# Adam Rodriguez

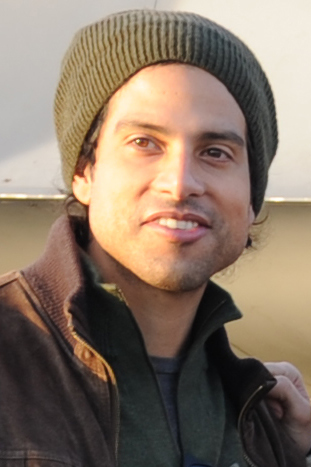
Adam Rodríguez, 2015

Adam Michael Rodríguez (* 2. April 1975 in Yonkers, New York) ist ein US-amerikanischer Schauspieler, Synchronsprecher, Drehbuchautor und Regisseur.

## Leben
Adam Rodriguez ist Kubaner/Puerto-Ricaner und hat eine jüngere Schwester. Ursprünglich wollte er Baseball-Spieler werden, musste diesen Kindheitstraum aber wegen einer spinalen Verletzung aufgeben.
Im Alter von zehn Jahren hatte er sein erstes Casting für Die Bill Cosby Show. Gefallen an der Schauspielerei fand er im Alter von 19 Jahren auf dem College, als er einen Drama-Kurs belegte, allerdings fing er erst eine Ausbildung als Börsenmakler an. Es folgten Rollen bei Law & Order und Roswell. Von 2002 bis 2012 spielte er bei der Krimiserie CSI: Miami den Tauch-, Drogen- und Fingerabdruckexperten Eric „Delko“ Delektorsky. 2016 übernahm er als Agent Luke Alvez eine Hauptrolle zu Beginn der zwölften Staffel von Criminal Minds. In der 13. Staffel übernahm er für Episode 16 auch erstmals Regie bei der Serie.
Außerdem war er in Musikvideos wie If You Had My Love von Jennifer Lopez, Yes We Can von will.i.am, Many Men von 50 Cent und I Call It Love von Lionel Richie zu sehen.
Sein Privatleben hält Rodriguez geheim.

## Filmografie
- 1993: New York Cops – NYPD Blue (NYPD Blue, Folge 4x12)
- 1997: Brooklyn South (19 Folgen)
- 1998: Felicity (Folgen 2x09–2x13)
- 1999: Law & Order (Folge 10x06)
- 1999: Ryan Caulfield: Year One (Folge 1x01)
- 2000: Details
- 2000: Resurrection Blvd. (Folge 2x13)
- 2001: All Souls
- 2001–2002: Roswell (17 Folgen)
- 2001: Impostor
- 2002: CSI: Den Tätern auf der Spur (CSI: Crime Scene Investigation, Folge 2x22)
- 2002: King Rikki
- 2002–2012: CSI: Miami (221 Folgen)
- 2004: Six Feet Under – Gestorben wird immer (Six Feet Under, Folge 4x10)
- 2005: Keeper of the Past
- 2005: Kim Possible (Folge 3x10)
- 2005: Splinter
- 2005: Category 7 – Das Ende der Welt (Category 7: The End of the World)
- 2005: Thanks to Gravity
- 2005: The Footy Show (Folge 12x09)
- 2006: Cielito lindo
- 2006: Unknown
- 2009–2010: Ugly Betty (11 Folgen)
- 2010: Psych (Folge 5x05)
- 2012: Magic Mike
- 2012: Dr. Dani Santino – Spiel des Lebens (Folge 2x04)
- 2014: Reckless (13 Folgen)
- 2015: The Night Shift (6 Folgen)
- 2015: Magic Mike XXL
- 2015: Empire (5 Folgen)
- 2015–2016: Jane the Virgin (7 Folgen)
- 2016–2020, seit 2022: Criminal Minds (79 Folgen)
- 2017: CHiPs
- 2020: Penny Dreadful: City of Angels (8 Folgen)
- 2023: Magic Mike: The Last Dance (Magic Mike’s Last Dance)
- 2024: Winter Spring Summer or Fall

## Videospiele
- 2004: CSI: Miami (CSI Detective Eric Delko Synchronisation)